# باک مینسوک
باک مینسوک Baek Minseok (هانگول: 백민석) نویسنده مدرن کره جنوبی است.

## زندگی
باک مینسوک به سال ۱۹۷۱ در سئول به دنیا آمد. در سال ۲۰۰۴، باک اعلام کرد که دیگر نمی‌نویسد و از آن زمان، تمام فعالیت‌های نویسندگی را به حالت تعلیق درآورده است.

## آثار
باک مینسوک اولین کار خود را در سال ۱۹۹۵ با نام «من آب نبات را دوست داشتم» (내가 사랑한 캔디) انجام داد. آثار او نماینده زیبایی شناسیِ غالب داستان‌های کره ای در اواسط دهه ۱۹۹۰ است.
آثار باک به عنوان داستان‌های عجیب و غریب طبقه‌بندی شده‌است.
پسرها اغلب شخصیت‌های اصلی آثار باک هستند، مانند داستان‌های «پسر بدخواه در خانه بزرگ» و «پسر بیچاره هانس».
حتی روان‌شناسی شخصیت‌های بزرگسال او به روان‌شناسی کودکان نزدیکتر است. به عنوان مثال، شخصیت اصلی «مزرعه برای جغدهای مرده» مردی ۳۰ ساله است که فقط با عروسک‌ها صحبت می‌کند. در این آثار، شخصیت‌ها به دنبال رشد و تکامل هستند، اما نتیجه نهایی با آنچه که بلوغ سالم تلقی می‌شود، فاصله زیادی دارد. باک از طریق این شخصیت‌ها که خلاف جریان هستند، از قدرت نفوذ انتقاد آنچه را که ما «هنجار» می‌دانیم به پرسش می‌گیرد.
باک بیان می‌کند که دنیایی را که واقعی می‌پنداریم عقل سلیم را نادیده می‌گیرد.

## آثار به زبان کره ای
رمان‌ها
- من آب نبات را دوست داشتم (در سال ۱۹۹۶ به یک رمان گسترش یافت)
- هی، ما به پیک نیک می‌رویم (۱۹۹۵)
- هانس پسر فقیر (۱۹۹۸)
- داستان عجیب و غریب زمین پنبه (۲۰۰۰)
- مزرعه برای جغدهای مرده (۲۰۰۳)،
- راشر (۲۰۰۳)